# The Psychedelic Furs
The Psychedelic Furs est un groupe de rock britannique, originaire de Londres, en Angleterre. Il est formé dans les années 1980, parfois associé au mouvement  new wave. Ses morceaux les plus célèbres sont Sister Europe, Pretty in Pink, Love My Way et The Ghost in You.

## Biographie

### Débuts

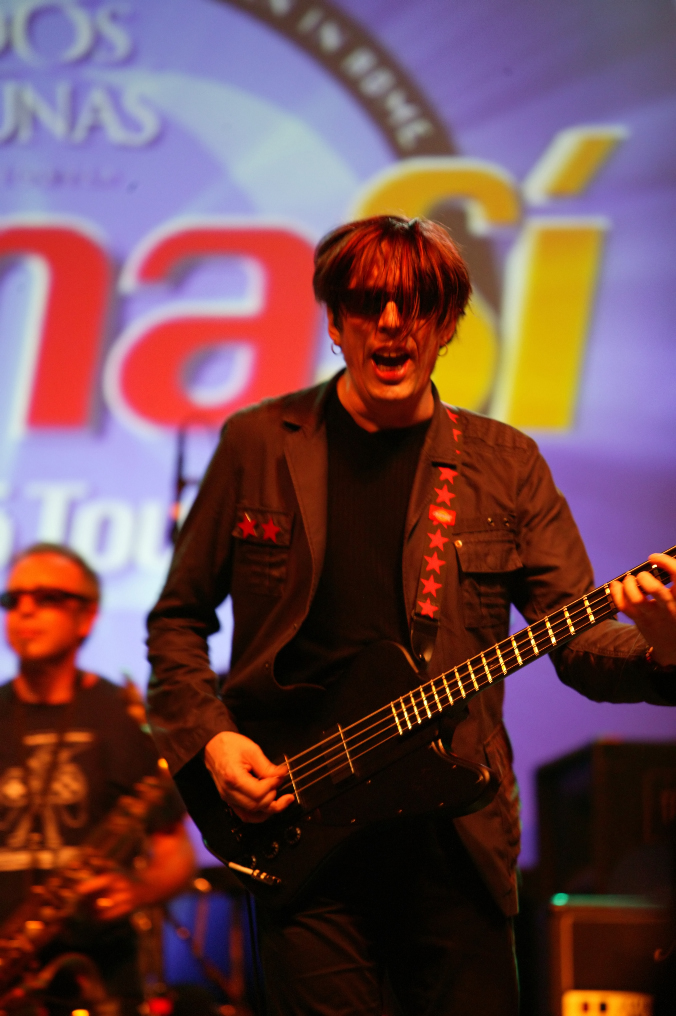
Tim Butler en 2006.

The Psychedelic Furs se forment en 1977 à l'origine sous le nom de RKO, puis de Radio. Ils prirent ensuite le nom de The Europeans ou de The Psychedelic Furs, apparaissant en concert sous l'un ou l'autre de ces noms avant que le second ne devienne définitif. Le groupe était composé à l'origine de Richard Butler (voix), Tim Butler (basse), Duncan Kilburn (saxophone), Paul Wilson (batterie) et Roger Morris (guitare). En 1979, le groupe s'est élargi à John Ashton (guitare) alors que Vince Ely remplace Paul Wilson à la batterie.

### Succès
Leur premier album est sorti en 1980 sous le nom The Psychedelic Furs. Il entrera dans le Top 20 des palmarès anglais. En 1981, ils sortent Talk Talk Talk avec le single Pretty in Pink qui donne son titre au film américain Rose Bonbon (Pretty in Pink en anglais). Le single est réenregistré pour la bande originale du film. En 1982, Forever Now sort après le départ de Morris et de Kilburn, avec le single Love my Way. C'est ensuite Ely qui quitte le groupe. En 1984 sort Mirror Moves.
En 1987 sort Midnight to Midnight sur lequel jouent Paul Garisto à la batterie et Mars Williams au saxophone. L'album marque un tournant plus commercial pour le groupe. En 1989, retour de Vince Ely à la batterie pour l'album Book of Days. En 1991 sort World Outside. Cette même année, le groupe se sépare.

### Pause et retour
Le groupe se met en pause au début des années 1990 ; Richard et Tim Butler formeront Love Spit Love avec Richard Fortus et Frank Ferrer. En 2000, Richard Butler, Tim Butler et John Ashton reforment les Psychedelic Furs. La formation de tournée comprend Richard Fortus et Frank Ferrer. Ils publient un album live, Beautiful Chaos: Greatest Hits Live, qui comprend la chanson Alive (For Once In My Lifetime). Une version DVD de la performance comprend des versions live de Alive et trois chansons inédites : Anodyne (Better Days), Cigarette et Wrong Train.
En 2006, Richard Butler publie son album solo éponyme, Richard Butler. Depuis son retour en 2001, le groupe continue de tourner à l'international. La formation de tournée des Psychedelic Furs comprend, en date de 2016, Richard Butler, Tim Butler, Paul Garisto, Mars Williams, Amanda Kramer et Rich Good. 
Le 31 janvier 2020 sort le single Don't Believe, annonciateur du premier album studio du groupe depuis vingt-neuf ans, Made of Rain, dont la parution chez Cooking Vinyl prévue le 1er mai 2020 a été repoussée au 31 juillet 2020 à cause de la pandémie de Covid-19,.
En 2021, le batteur Zack Alford rejoint le groupe, remplaçant Paul Garisto.

## Discographie
- 1980 : The Psychedelic Furs
- 1981 : Talk Talk Talk
- 1982 : Forever Now
- 1984 : Mirror Moves
- 1987 : Midnight to Midnight
- 1989 : Book of Days
- 1991 : World Outside[9]
- 2000 : Beautiful Chaos : Greatest Hits Live
- 2020 : Made of Rain